# Lizaniasz
Lizaniasz – imię odnoszące się do co najmniej dwóch władców małego obszaru w Celesyrii z czasów biblijnych.
Pierwszy był w latach 40-36 p.n.e. królem Chalkis lub Iturei, kraju na wschód od góry Hermon i na południe od Damaszku. W 36 p.n.e. został stracony przez Marka Antoniusza, za namową Kleopatry, która chciała wziąć jego kraj w swoje posiadanie i oskarżyła go o podżeganie Partów. Po jego śmierci jego ziemie wziął w dzierżawę Zenodor. Ten Lizaniasz był synem Ptolemeusza, władcy niezależnego państwa, którego Abilena była tylko małą częścią.
Drugi Lizaniasz był tetrarchą Abileny, okręgu w Libanie na północny zachód od Damaszku, w czasach panowania Tyberiusza (29 n.e.). W 42 n.e. cesarz Klaudiusz potwierdził Agryppie I Abilenę Lizaniasza nadaną mu już przez Kaligulę. Wymieniony tu Lizaniasz mógł być tożsamy z Lizaniaszem z czasów Tyberiusza albo jego synem.